# 利奧波德·埃伯哈德 (符騰堡-蒙貝利亞爾)
利奧波德·埃伯哈德（德語：Leopold Eberhard，1670年5月21日—1723年3月25日），符騰堡-蒙貝利亞爾公爵，格奧爾格二世之子。

## 家庭
1695年，利奧波德·埃伯哈德與安妮·莎賓·海維格（Anne Sabine Hedwiger）結婚，兩人共有2子1女：
1. 利奧波德（1695年—1709年），早逝
2. 利奧波汀（1697年—1786年）
3. 格奧爾格（1697年—1750年）

利奧波德·埃伯哈德與情婦亨麗埃特·艾德薇希·庫里（Henriette Edwige Curie）共有兩個女兒：
1. 埃伯哈爾汀（1703年—1756年）
2. 利奧波汀（1705年—1756年）

利奧波德·埃伯哈德與情婦伊莉莎白·夏洛特·庫里（Élisabeth Charlotte Curie）共有3子2女：
1. 亨麗埃特（1711年—1728年），早逝
2. 利奧波德（1712年—1730年），早逝
3. 卡爾·利奧波德（1716年—1793年）
4. 伊莉莎白（1717年—1729年）
5. 格奧爾格（1722年—1760年）